# Margarida de Valois (1295-1342)
Margarida de Valois (c. 1295 - julho de 1342) foi a terceira filha de Carlos, conde de Valois, e de sua primeira esposa, Margarida, condessa d'Anjou.
Casou-se, em 1310, com Guido I de Châtillon, conde de Blois, com quem teve três filhos:
1. Luís II (†26 de agosto de 1346), conde de Blois;
2. Carlos (1319 - 29 de setembro de 1364), duque da Bretanha; casou-se com Joana, Duquesa da Bretanha.[3]
3. Maria de Châtillon-Blois (c. 1323 - 1363), casada, em 1334, com Rudolph, duque da Lorena, e, em segundas núpcias, em 1353, com Frederico VII, conde de Leiningen.

Margarida faleceu aos 47 anos, um mês antes de seu esposo.